# 宣贊

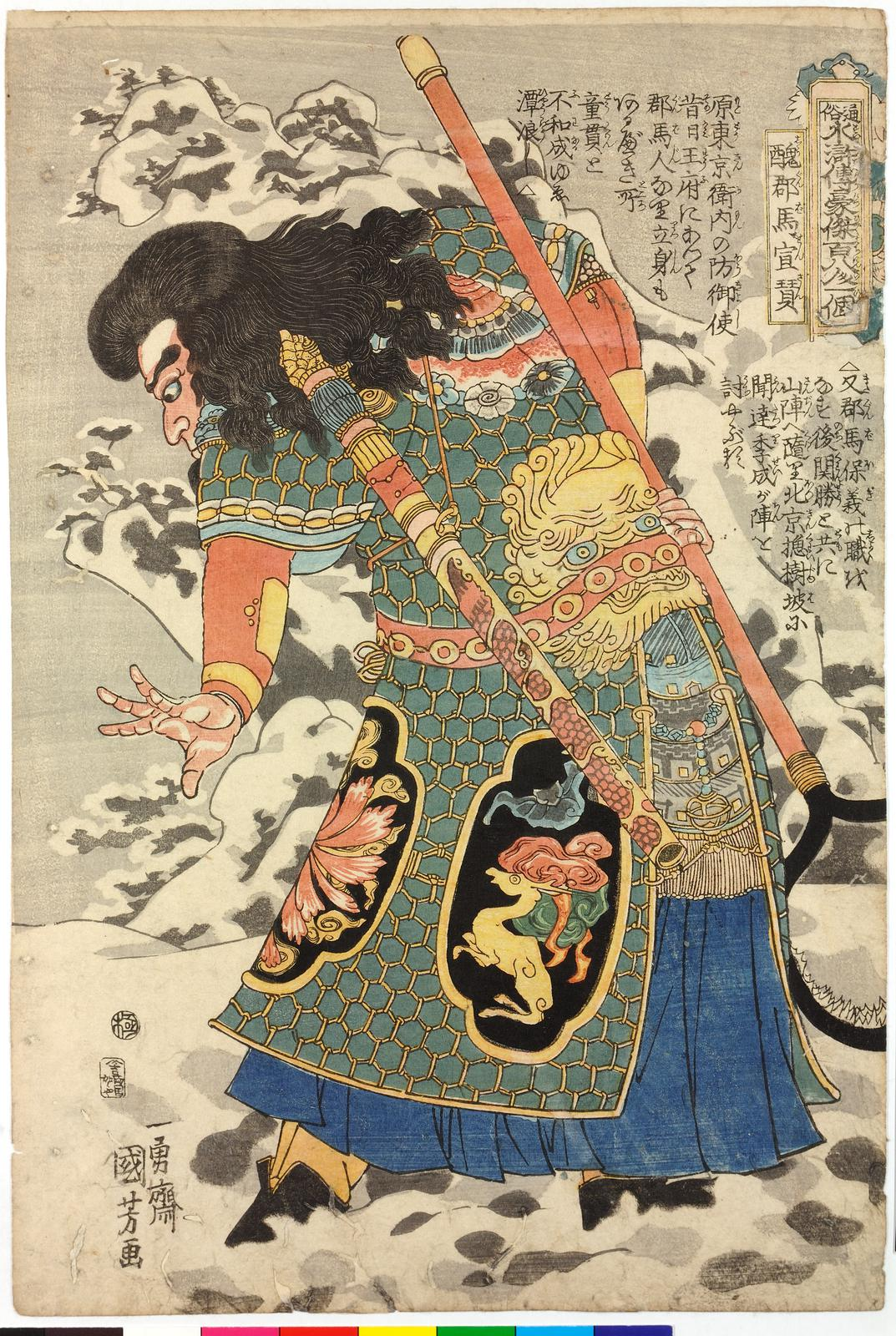
宣贊

宣 贊（せん さん）は、中国の小説で四大奇書の一つである『水滸伝』の登場人物（「贊」は「賛」の異体字）。

## キャラクター概要
地傑星の生まれ変わりで、序列は梁山泊第四十位の好漢。渾名は醜郡馬（しゅうぐんば）で、郡王（皇帝の一族で王に継ぐ位）に婿入りしたが、容貌は醜かったことに由来。郡馬は郡王の娘婿という意味である。
元は、衙門防禦使保義（官庁の警備隊長）。身の丈8尺で鍋底のような顔を持ち、鼻の穴が上を向き、縮れ毛、赤髭を生やしていたという。得物は剛刀、弓の名手でもある。その醜さと生真面目な性格が災いし、出世できなかった。

## 物語中での活躍
優れた武芸の持ち主で塞外異民族との戦いで功を立てたため、さる王侯の娘婿となる。しかし、あまりに醜い彼の容貌を嫌った相手の公主は自殺。また、剛直で生真面目な性格であったため、時の禁軍の総帥・童貫に嫌われたため出世が出来ず、長く宮殿の警備隊長という身分に留まった。
梁山泊に攻められた北京大名府への救援派遣をめぐる会議において、知り合いの関勝を総大将に推挙し、自らも関勝の部下・郝思文と共に副将として従軍した。梁山泊に攻め入り、花栄の放った弓を3発もよけたが、その後、秦明・呼延灼・孫立に敗北し、生け捕られる。宋江に梁山泊入りを勧められた3人はそれを承諾し、梁山泊入りした。
入山後も郝思文とともに関勝の副将となって行動を共にして北京攻めに参戦する。凌州攻めでは、出陣した単廷珪、魏定国を関勝が投降するよう説得したが、激怒して襲いかかったため迎撃するも、罠にはまり捕虜になる。護送中に偶然通りかかった李逵、鮑旭、焦挺らに救出され、凌州を落とす。その後も、東昌府戦に参加する。
百八星集結後、梁山泊の馬軍小彪将兼斥候となり、関勝の副将として童貫戦、遼国戦等の戦いに参戦する。方臘討伐戦では、潤州、常州、蘇州へと進むが、蘇州の戦いで敵将の郭世広と戦い相討ちとなり戦死した。